# 董长潘
董长潘（？—？），部分资料写作董长藩，福建霞浦人，清朝军事人物，道光壬辰科（1832年）福建省武举解元。
董长潘出生于福建霞浦砚石村，1832年中武举第一名（即解元），任同安营把总，任职三年后调往台湾南路营把总，升噶玛兰千总委属台守备。道光二十九年（1849年），调署头围副府，兼护噶玛兰都阃府，咸丰三年（1853年），噶玛兰林恭、吴磋等人起事，厅通判董正官等人在平叛中遇袭而死，请假回乡的董长潘奉令返台平叛，并于咸丰四年二月生擒吴磋平定叛乱，并因功被朝廷擢升为兴化正四品督师，但因平叛时积劳成疾，未能赴任，病逝于兰营府中。

## 家庭
董长潘的两个弟弟皆为武举人，二弟董长洲为道光甲午科武举第四十二名，中举后任督标右营守备，后擢升为都司；三弟董长洪则为己酉科武举第五十七名。